# Свети Атанасий (Крушеани)
Вижте пояснителната страница за други значения на Свети Атанасий.
„Свети Атанасий“ (на македонска литературна норма: „Свети Атанасиј“) е възрожденска православна църква в прилепското село Крушеани, Северна Македония. Църквата е под управлението на Преспанско-Пелагонийската епархия на Македонската православна църква. Църквата е изградена и осветена в 1860 година. Представлява еднокорабна засводена сграда, разделена наполовина с трем.
От външната страна на църквата е взидана римска надгробна плоча с релефно изображение на жена, която стои между два конника. Над релефа има повреден гръцки надпис.